# Dendrotion petrogale
Dendrotion petrogale är en kräftdjursart som beskrevs av Cohen 1998. Dendrotion petrogale ingår i släktet Dendrotion och familjen Dendrotionidae. Inga underarter finns listade i Catalogue of Life.